# 추숑붉은배영원
추숑붉은배영원(학명: Cynops cyanurus)은 중국 토종 영원 가운데 하나로, 영원과 영원아과 붉은배영원속에 속한다. 구이저우성과 윈난성에서만 목격되며, 쿤밍호에서도 서식한다. 중국의 아열대 및 열대 습지대와 우림, 관개농지 등을 거처로 선호한다.